# Seven Femenino de Sudáfrica 2022
El Seven Femenino de Sudáfrica 2022 fue el segundo torneo de la Serie Mundial Femenina de Rugby 7 2022-23.
Se disputó en la instalaciones del Estadio de Ciudad del Cabo.

## Formato
El torneo se disputó en un fin de semana, a lo largo de dos días. Participaron 12 equipos: los 11 de estatus permanente y otro invitado.
Se dividieron en tres grupos de cuatro equipos, donde cada uno de estos jugó un partido ante sus rivales de grupo. Cada victoria otorgó 3 puntos, cada empate 2 y cada derrota 1.
Los dos equipos con más puntos en cada grupo y los dos mejores terceros avanzaron a cuartos de final de la Copa de Oro. Los cuatro ganadores avanzaron a semifinales de la Copa de Oro, y los cuatro perdedores a semifinales del quinto puesto.
En tanto, los restantes cuatro equipos de la fase de grupos avanzaron a semifinales de la challenge trophy.

## Fase de grupos
|  | Avanzan a cuartos de final. |

### Grupo A
| Pos | Países    | Partidos | Partidos | Partidos | Tantos | Tantos | Tantos | Pts |
| Pos | Países    | G        | E        | P        | PF     | PC     | DP     | Pts |
| --- | --------- | -------- | -------- | -------- | ------ | ------ | ------ | --- |
| 1   | Australia | 3        | 0        | 0        | 119    | 0      | 119    | 9   |
| 2   | Irlanda   | 2        | 0        | 1        | 57     | 41     | 16     | 7   |
| 3   | España    | 1        | 0        | 2        | 29     | 85     | -56    | 5   |
| 4   | Sudáfrica | 0        | 0        | 3        | 14     | 93     | -79    | 3   |

| 9 de diciembre | Irlanda | 33 – 12 | España |  |  |

| 9 de diciembre | Australia | 52 – 0 | Sudáfrica |  |  |

| 9 de diciembre | Irlanda | 24 – 0 | Sudáfrica |  |  |

| 9 de diciembre | Australia | 38 – 0 | España |  |  |

| 10 de diciembre | España | 17 – 14 | Sudáfrica |  |  |

| 10 de diciembre | Irlanda | 0 – 29 | Australia |  |  |

### Grupo B
| Pos | Países        | Partidos | Partidos | Partidos | Tantos | Tantos | Tantos | Pts |
| Pos | Países        | G        | E        | P        | PF     | PC     | DP     | Pts |
| --- | ------------- | -------- | -------- | -------- | ------ | ------ | ------ | --- |
| 1   | Nueva Zelanda | 3        | 0        | 0        | 76     | 35     | 41     | 9   |
| 2   | Fiyi          | 2        | 0        | 1        | 71     | 46     | 25     | 7   |
| 3   | Gran Bretaña  | 1        | 0        | 2        | 46     | 43     | 3      | 5   |
| 4   | Brasil        | 0        | 0        | 3        | 22     | 91     | -69    | 3   |

| 9 de diciembre | Fiyi | 19 – 10 | Gran Bretaña |  |  |

| 9 de diciembre | Nueva Zelanda | 31 – 7 | Brasil |  |  |

| 9 de diciembre | Fiyi | 31 – 10 | Brasil |  |  |

| 9 de diciembre | Nueva Zelanda | 19 – 7 | Gran Bretaña |  |  |

| 10 de diciembre | Brasil | 5 – 29 | Gran Bretaña |  |  |

| 10 de diciembre | Nueva Zelanda | 26 – 21 | Fiyi |  |  |

### Grupo C
| Pos | Países         | Partidos | Partidos | Partidos | Tantos | Tantos | Tantos | Pts |
| Pos | Países         | G        | E        | P        | PF     | PC     | DP     | Pts |
| --- | -------------- | -------- | -------- | -------- | ------ | ------ | ------ | --- |
| 1   | Francia        | 2        | 1        | 0        | 76     | 38     | 38     | 8   |
| 2   | Estados Unidos | 2        | 0        | 1        | 50     | 52     | -2     | 7   |
| 3   | Canadá         | 1        | 1        | 1        | 47     | 55     | -8     | 6   |
| 4   | Japón          | 0        | 0        | 3        | 38     | 66     | -28    | 3   |

| 9 de diciembre | Francia | 19 – 19 | Canadá |  |  |

| 9 de diciembre | Estados Unidos | 19 – 14 | Japón |  |  |

| 9 de diciembre | Francia | 26 – 12 | Japón |  |  |

| 9 de diciembre | Estados Unidos | 24 – 7 | Canadá |  |  |

| 10 de diciembre | Canadá | 21 – 12 | Japón |  |  |

| 10 de diciembre | Estados Unidos | 7 – 31 | Francia |  |  |

## Fase final

### Definición 9° puesto
|  | Semifinal | Semifinal | Semifinal |        |        | 9° puesto  | 9° puesto  | 9° puesto  |  |
|  |           |           |           |        |        |            |            |            |  |
|  |           |           |           |        |        |            |            |            |  |
|  | Japón     | Japón     | 12        |        |        |            |            |            |  |
|  | Japón     | Japón     | 12        |        |        |            |            |            |  |
|  | Brasil    | Brasil    | 17        |        |        |            |            |            |  |
|  | Brasil    | Brasil    | 17        |        | Brasil | Brasil     | 17         |            |  |
|  |           |           |           |        | Brasil | Brasil     | 17         |            |  |
|  |           |           | España    | España | 5      |            |            |            |  |
|  | España    | España    | España    | España | 5      | 17         |            |            |  |
|  | España    | España    |           |        |        | 17         |            |            |  |
|  | Sudáfrica | Sudáfrica | 12        |        |        | 11° puesto | 11° puesto | 11° puesto |  |
|  | Sudáfrica | Sudáfrica | 12        |        |        | 11° puesto | 11° puesto | 11° puesto |  |
|  |           |           |           |        |        |            |            |            |  |
|  |           |           |           |        |        | Japón      | Japón      | 15         |  |
|  |           |           |           |        |        | Japón      | Japón      | 15         |  |
|  |           |           |           |        |        | Sudáfrica  | Sudáfrica  | 5          |  |
|  |           |           |           |        |        | Sudáfrica  | Sudáfrica  | 5          |  |
|  |           |           |           |        |        |            |            |            |  |

### Definición 5° puesto
|  | Semifinal    | Semifinal    | Semifinal    |              |         | 5° puesto | 5° puesto | 5° puesto |  |
|  |              |              |              |              |         |           |           |           |  |
|  |              |              |              |              |         |           |           |           |  |
|  | Canadá       | Canadá       | 14           |              |         |           |           |           |  |
|  | Canadá       | Canadá       | 14           |              |         |           |           |           |  |
|  | Francia      | Francia      | 19           |              |         |           |           |           |  |
|  | Francia      | Francia      | 19           |              | Francia | Francia   | 36        |           |  |
|  |              |              |              |              | Francia | Francia   | 36        |           |  |
|  |              |              | Gran Bretaña | Gran Bretaña | 28      |           |           |           |  |
|  | Fiyi         | Fiyi         | Gran Bretaña | Gran Bretaña | 28      | 14        |           |           |  |
|  | Fiyi         | Fiyi         |              |              |         | 14        |           |           |  |
|  | Gran Bretaña | Gran Bretaña | 19           |              |         | 7° puesto | 7° puesto | 7° puesto |  |
|  | Gran Bretaña | Gran Bretaña | 19           |              |         | 7° puesto | 7° puesto | 7° puesto |  |
|  |              |              |              |              |         |           |           |           |  |
|  |              |              |              |              |         | Canadá    | Canadá    | 12        |  |
|  |              |              |              |              |         | Canadá    | Canadá    | 12        |  |
|  |              |              |              |              |         | Fiyi      | Fiyi      | 26        |  |
|  |              |              |              |              |         | Fiyi      | Fiyi      | 26        |  |
|  |              |              |              |              |         |           |           |           |  |

### Copa de oro
|  | Cuartos de final | Cuartos de final | Cuartos de final |           |                | Semifinales    | Semifinales | Semifinales |         |               | Copa           | Copa           | Copa |  |
|  |                  |                  |                  |           |                |                |             |             |         |               |                |                |      |  |
|  |                  |                  |                  |           |                |                |             |             |         |               |                |                |      |  |
|  | Nueva Zelanda    | Nueva Zelanda    | 50               |           |                |                |             |             |         |               |                |                |      |  |
|  | Nueva Zelanda    | Nueva Zelanda    | 50               |           |                |                |             |             |         |               |                |                |      |  |
|  | Canadá           | Canadá           | 5                |           |                |                |             |             |         |               |                |                |      |  |
|  | Canadá           | Canadá           | 5                |           | Nueva Zelanda  | Nueva Zelanda  | 14          |             |         |               |                |                |      |  |
|  |                  |                  |                  |           | Nueva Zelanda  | Nueva Zelanda  | 14          |             |         |               |                |                |      |  |
|  |                  |                  | Irlanda          | Irlanda   | 7              |                |             |             |         |               |                |                |      |  |
|  | Francia          | Francia          | Irlanda          | Irlanda   | 7              | 10             |             |             |         |               |                |                |      |  |
|  | Francia          | Francia          |                  |           |                |                |             |             |         |               |                |                |      |  |
|  | Irlanda          | Irlanda          | 12               |           |                |                |             |             |         |               |                |                |      |  |
|  | Irlanda          | Irlanda          | 12               |           |                |                |             |             |         | Nueva Zelanda | Nueva Zelanda  | 31             |      |  |
|  |                  |                  |                  |           |                |                |             |             |         | Nueva Zelanda | Nueva Zelanda  | 31             |      |  |
|  |                  |                  | Australia        | Australia | 14             |                |             |             |         |               |                |                |      |  |
|  | Fiyi             | Fiyi             | Australia        | Australia | 14             | 7              |             |             |         |               |                |                |      |  |
|  | Fiyi             | Fiyi             |                  |           |                |                |             |             |         |               |                |                |      |  |
|  | Estados Unidos   | Estados Unidos   | 10               |           |                |                |             |             |         |               |                |                |      |  |
|  | Estados Unidos   | Estados Unidos   | 10               |           | Estados Unidos | Estados Unidos | 12          |             |         | Tercer lugar  | Tercer lugar   | Tercer lugar   |      |  |
|  |                  |                  |                  |           | Estados Unidos | Estados Unidos | 12          |             |         | Tercer lugar  | Tercer lugar   | Tercer lugar   |      |  |
|  |                  |                  | Australia        | Australia | 33             |                |             |             |         |               |                |                |      |  |
|  | Australia        | Australia        | Australia        | Australia | 33             | 38             |             |             | Irlanda | Irlanda       | 12             |                |      |  |
|  | Australia        | Australia        |                  |           |                |                |             |             | Irlanda | Irlanda       | 12             |                |      |  |
|  | Gran Bretaña     | Gran Bretaña     | 0                |           |                |                |             |             |         |               | Estados Unidos | Estados Unidos | 20   |  |
|  | Gran Bretaña     | Gran Bretaña     | 0                |           |                |                |             |             |         |               | Estados Unidos | Estados Unidos | 20   |  |
|  |                  |                  |                  |           |                |                |             |             |         |               |                |                |      |  |

| Bandera de Nueva Zelanda |
| Campeón Nueva Zelanda    |
| 1º título del circuito   |